# Niewinny człowiek
Niewinny człowiek − amerykański thriller z 1989 roku.

## Główne role
- Tom Selleck − Jimmie Rainwood
- F. Murray Abraham − Virgil Cane
- Laila Robins − Kate Rainwood
- Todd Graff − Robby
- David Rasche − Detektyw Mike Parnell
- Dennis Burkley − Butcher
- Bruce A. Young − Jingles
- Richard Young − Detektyw Danny Scalise